# Андрієвка (Грачовський район)
Андрі́євка (рос. Андреевка) — селище у складі Грачовського району Оренбурзької області, Росія.

## Населення
Населення — 66 осіб (2010; 113 у 2002).
Національний склад (станом на 2002 рік):
- росіяни — 51 %
- чуваші — 42 %